# Grazia Deledda
Grazia Deledda (Nuoro, 27 september 1871 - Rome, 15 augustus 1936) was een Italiaanse schrijfster die in 1926 de Nobelprijs voor Literatuur kreeg.

## Biografie
Grazia Deledda is geboren op 27 september 1871 in Nuoro op Sardinië en is afkomstig uit een welgestelde familie. Ze had na afronding van de scuola elementare (basisschool) niet de mogelijkheden om verder te leren. Om toch tot een literaire klasse door te kunnen dringen maakte zij zich de literaire kennis op autodidactische wijze eigen. Hierdoor kon ze haar ambities om als schrijfster door het leven te gaan verwezenlijken

## Literaire ambities
Deledda debuteerde op 17-jarige leeftijd met de publicatie van enkele novellen voor het mode-tijdschrift l'Ultima moda. Haar literaire carrière werd door haar familie gedwarsboomd; ze was immers nog een minderjarig meisje. Bovendien werden deze publicaties hevig bekritiseerd door de overwegend conservatieve Nuorese bevolking. Desalniettemin gaf Deledda niet op en stuurde haar novellen naar het vasteland van Italië. Ze stapte af van de ruwe en dialectische schrijfstijl en ze perfectioneerde de weergave van de karakters in haar verhalen. Bovendien ging de natuur, het boerenleven en het herdersleven op Sardinië een centrale rol spelen in haar romans en ontwikkelde ze haar eigen identiteit als schrijfster. Vanuit een geromantiseerde puberale achtergrond, schreef ze op een manier die instinctief, bijna naïef kan worden genoemd. Thema’s als dromen, de angst voor het onbekende, sentimentele kwesties, morele kwellingen en bijzonderheden van het dagelijkse leven vormen de karakters in haar romans.

## Literaire werken

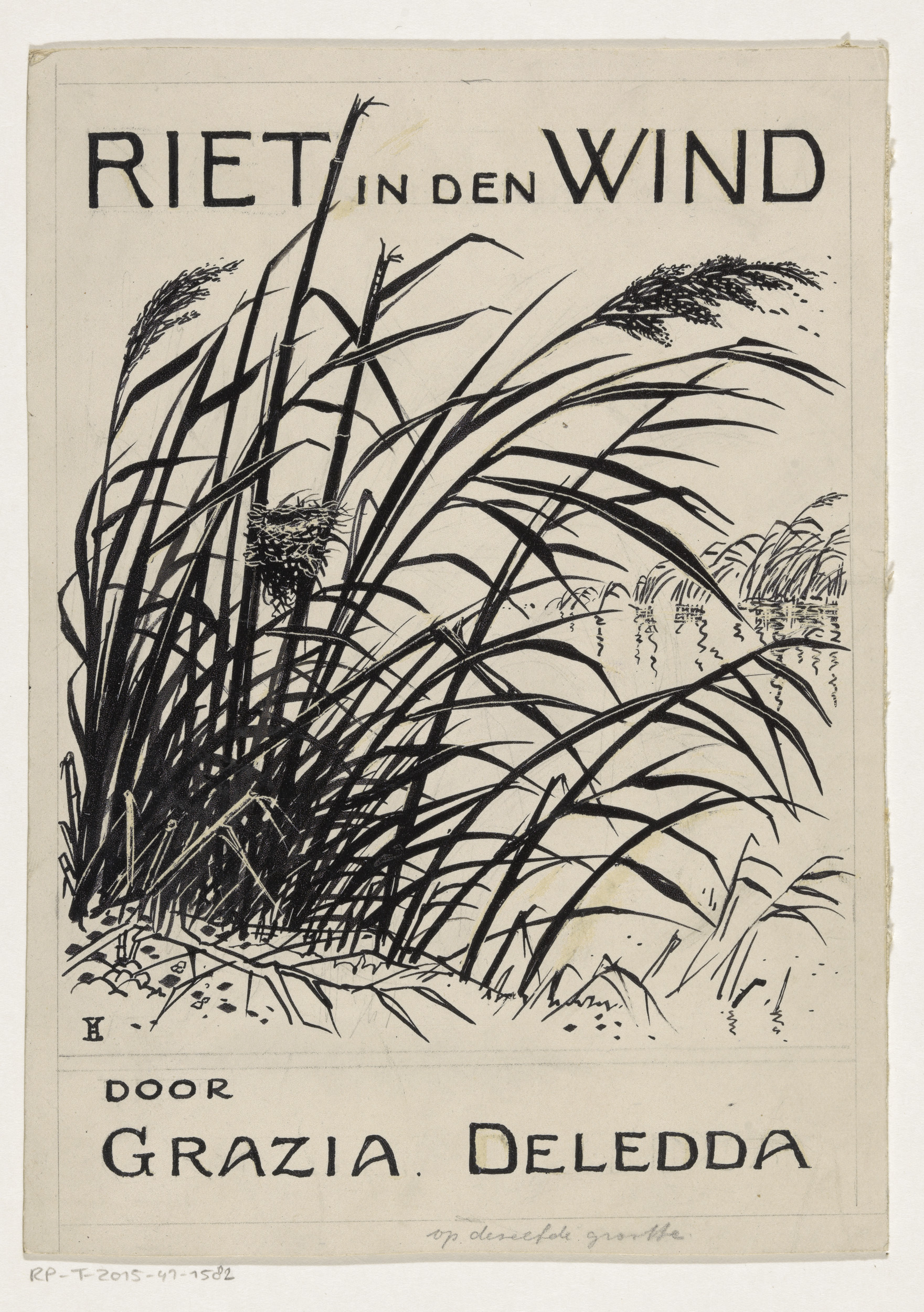
Riet in de wind (1930)

Op 21-jarige leeftijd publiceerde ze haar eerste roman genaamd Fior di Sardegna (1892) en 3 jaar later volgde Anime oneste (1895).
In 1900 trouwde ze met de regeringsfunctionaris Palmiro Madesani en verhuisde naar het wereldlijke Rome waar logischerwijs de kans op haar grote doorbraak groter was, ook al werd zij daarvoor al gezien als een veelbelovende schrijfster. In datzelfde jaar kwam haar meest gewaardeerde roman uit, Elias Portolu, een verhaal over de onbeantwoorde liefde van een ex-gedetineerde voor zijn schoonzus. Een onbekender werk is Nostalgie (1905). In 1913 publiceerde ze de roman Canne al vento die de breekbaarheid weergeeft van een man, meegesleurd door het meedogenloze lot. La madre verscheen in 1920 en vertelt de moeder-zoonrelatie tussen een priester en zijn moeder. Eerder schreef ze al over de relatie tussen ouders en kinderen in de roman Cenere (1904). Naast deze beroemde romans schreef ze ook nog 2 toneelstukken genaamd L'edera (1912) en La grazia (1921). 
Als kroon op haar literaire carrière ontving Deledda in 1926 de Nobelprijs voor Literatuur.

## Vertalingen in het Nederlands (selectie)
- Grazia Deledda: De dood die schertst..., en andere Italiaansche verhalen. Amsterdam, Scheltens & Giltay, 1909
- Grazia Deledda: Elias Portolu. 's-Gravenhage, Van Stockum, 1927
- Grazia Deledda: Riet in den wind. 	L.J. Veen's Uitgevers-maatschappij, 1930